# Frits Gotfredsen
Frits Gotfredsen (født 14. august 1914) er en tidligere dansk fodboldspiller og toptræner. I 1958 stod Godfredsen i spidsen for Vejle Boldklub og skrev dansk fodboldhistorie, da han og holdet hjemførte Danmarksturneringens første The Double.

## Karriere
Gotte blev især kendt for hans tre perioder som cheftræner i Vejle Boldklub, hvor han leverede en række resultater, der gjorde ham til klubbens mest succesfulde cheftræner gennem tiderne sammen med Poul Erik Bech. I hans første sæson som cheftræner i 1952 stod han bag klubbens oprykning fra 3.-2. division, hvilket dengang blev fejret som et dansk mesterskab. Manden bag den store triumf udtalte senere:
| Citat | Torsdag den 22. maj 1952 vil gå ind i min hukommelse som en af de glædeligste i min fodboldtid. Da dommerens fløjte endelig lød som afslutning på den vanvittigt spændende kamp, blev jeg siddende lidt for at se det skuespil, der fandt sted. Og de mange menneskers jubelskrig lyder endnu i mine øre. VB havde vundet 3. division . | Citat |
|       | |       |

Oprykningen til 2. division var indledningen på en epoke i Vejle Boldklub, hvor klubben i en lang årrække høstede mange store triumfer. Manden, der for alvor satte eventyret i gang, Frits Gotfredsen, skrev dansk fodboldhistorie, da han og holdet i 1958 hjemførte Danmarksturneringen første The Double. Og i 1971 gentog Gotfredsen bedriften i 1. division, da han hjemførte endnu et dansk mesterskab til Vejle Boldklub.
Gotfredsen vidste, hvordan man fik et fodboldhold til at fungere som en velsmurt enhed, og de store resultater var kun en del af hans triumf i Vejle Boldklub. Gotfredsen var således også en slags dansk Rinus Michels – totalfodboldens fader – i og med han påbegyndte udviklingen af en teknisk-offensiv spillestil, der i mange år gjorde Vejle Boldklub til dansk fodbolds kæledægge. På den måde var Gotfredsen med til at grundlægge en særlig klubkultur, der helt frem til i dag har præget Vejle Boldklub. Dog var det hans efterfølger, Kaj Hansen, der for alvor finpudsede og integrerede stilen som et klubvaremærke.
Grundforudsætningen for Godfredsens succes var hårdt, målrettet arbejde, og han krævede det samme af sine spilllere – til gengæld gik han selv forrest! I 1957/1958 var Gotfredsen i en kort periode træner i Helsingør IF, inden han til klubbens store ærgrelse vendte tilbage til Vejle Boldklub.
| Citat | Dermed havde HIF ikke kun mistet en særdeles dygtig træner, men også et myreflittigt og arbejdsomt menneske, der havde skabt ordnede forhold og professionelle rammer omkring HIF’s fodboldspillere. Gotfredsen var således både manden der med omhu indrettede et veludrustet støvlerum med værktøj til sine spillere, og manden der hundsede rundt med stadioninspektøren hvis ikke banerne var gode nok! | Citat |
|       | |       |

De store triumfer høstede Gotfredsen i Vejle Boldklub, men han bidrog også til andre klubber som cheftræner, sportschef og chefinstruktør. Som aktiv spillede han i Odense Boldklub fra 1936-1944, men det er som succesfuld cheftræner i Vejle Boldklub, han for alvor vil blive husket.